# Ruandische Davis-Cup-Mannschaft
Die ruandische Davis-Cup-Mannschaft ist die Tennisnationalmannschaft Ruandas, die den Staat im Davis Cup vertritt.

## Geschichte
Ruanda nahm 2001 erstmals am Davis Cup teil. Die Mannschaft konnte bereits die ersten beiden Begegnungen gegen Lesotho und Sudan gewinnen. Im Jahr 2005 gelang schließlich erstmals der Aufstieg aus der Europa/Afrika Zone Gruppe IV in die Gruppe III, dem allerdings der sofortige Wiederabstieg folgte. Ab 2009 spielte Ruanda wieder in der Gruppe III, wobei 2010 und 2011 keine Gruppe IV existierte. Des Weiteren zog das Team 2011 seine Nennung vor der ersten Begegnung zurück. Seither bestritt Ruanda kein Davis-Cup-Spiel mehr.
Erfolgreichster Spieler war bisher Eric Hagenimana mit 19 Siegen und 26 Niederlagen. Er ist zugleich Rekordspieler mit 29 Teilnahmen in sieben Jahren. Er hält diese Rekorde zusammen mit Jean-Claude Gasigwa, der allerdings lediglich auf 42 Spiele kam (9 Siege, 33 Niederlagen).